# 側枝走燈蘚
側枝走燈蘚（学名：Plagiomnium maximoviczii）为提燈蘚科走燈蘚屬下的一个种。